# Templo de Pataini
Templo Pataini o Templo Pataini devi es un templo jaina del siglo V, situado cerca de la ciudad de Unchehara en el Estado de Madhya Pradesh. El templo fue construido durante el Imperio Gupta.

## Ubicación
El templo está situado en una elevada colina a 12,7 km al norte de Unchehara, en la carretera Satna-Unchehara, en el Estado de Madhya Pradesh.

## Historia
Este templo, descubierto por Alexander Cunningham en 1873-1874, se remonta al Imperio Gupta. El templo alberga una inscripción de los siglos X-XI que detalla el nombre de las deidades residentes. El templo está desplazado 3 m de la esquina de la pared trasera, lo que indica que se intentó derribar el templo pero posiblemente fue interrumpido por los aldeanos.

## Arquitectura

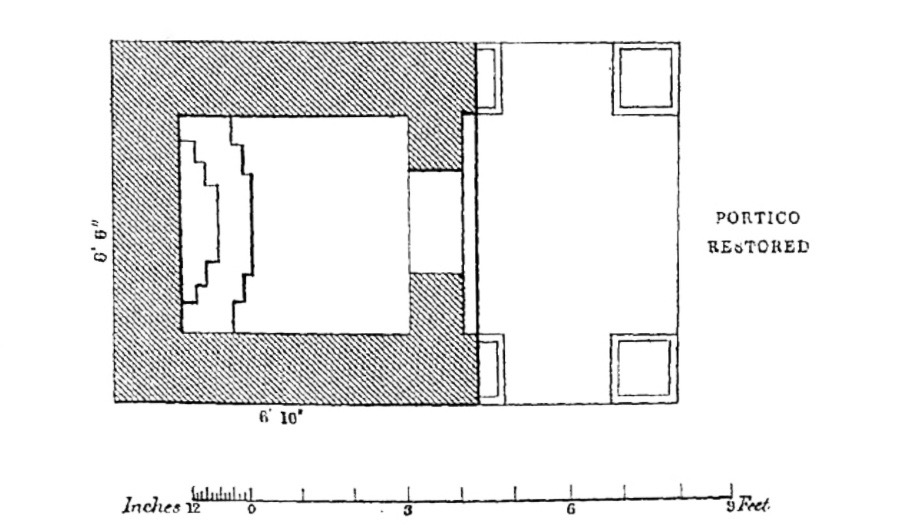
Planta del templo de Pataini.

El templo es una pequeña  estructura de 1,98 m, notable por su techo de una única losa plana de estilo Gupta de 2,24 m. El templo alberga un ídolo de 1.07 m de la diosa jainia Pataini Devi flanqueado por dos figuras masculinas dentro de una pequeña mandapa. El ídolo tenía originalmente 4 brazos pero ahora están dañados y por lo tanto el ídolo no es reconocible.
La entrada del templo tiene un marco de puerta ornamentado y presenta dos molduras notables que es una característica común de la arquitectura Gupta.

## Esculturas

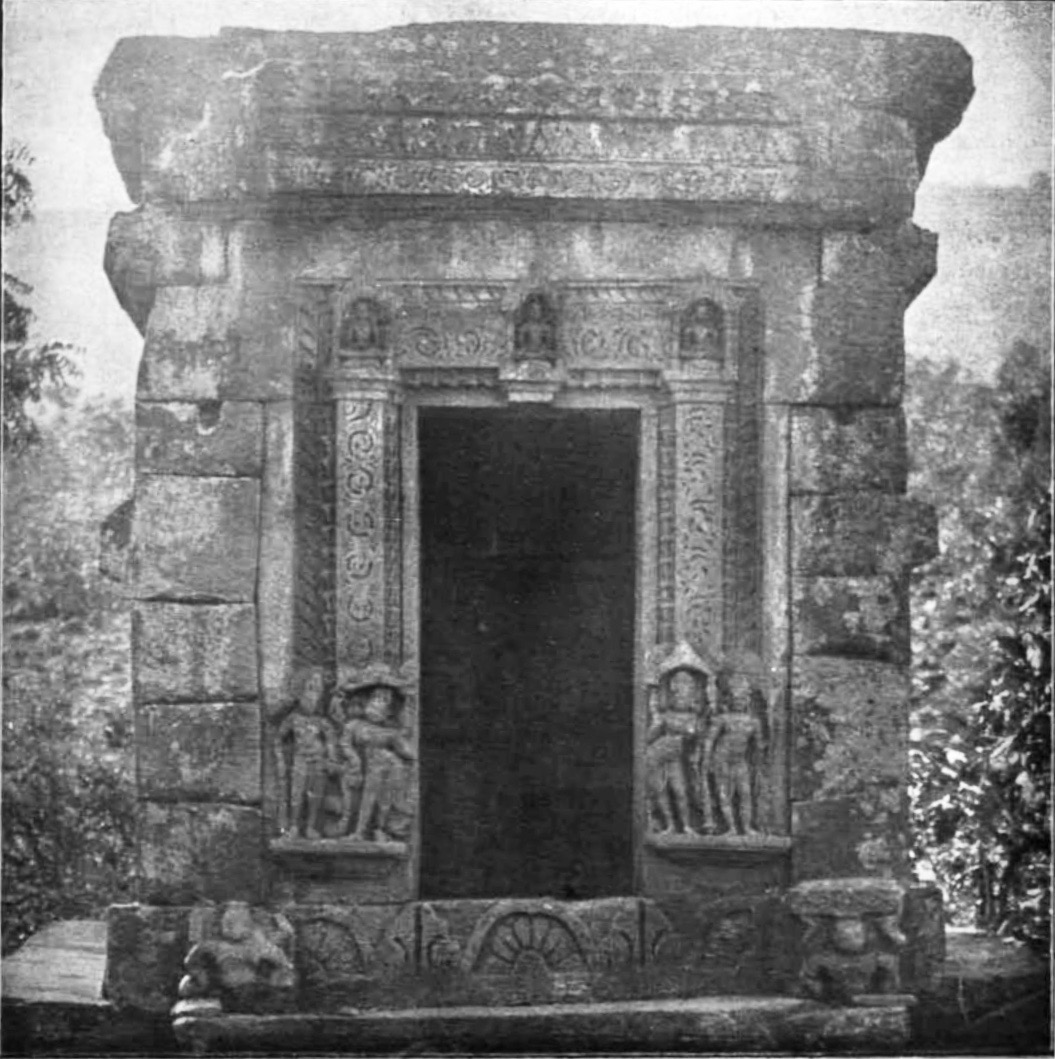
Entrada del templo con imágenes de deidades jainas e hindúes

La mandapa del templo alberga un ídolo de la diosa jainista "Pataini Devi", flanqueado por dos figuras masculinas. El ídolo está rodeado de pequeñas figuras, 5 arriba, 7 a derecha e izquierda y 4 debajo del ídolo. Encima de estas figuras hay tallas de Tirthankaras en postura de loto con la imagen de Neminatha sentado en un pedestal con el símbolo Shankha (caracola).
Según una inscripción de los siglos X-XI, las figuras reciben los siguientes nombres:
| 1 | Bahurupini | Aparajita   | Jaya         |
| 2 | Chamunda   | Mahamunusi  | Anantamati   |
| 3 | Padmavati  | Anantamati  | Vairata      |
| 4 | Vijaya     | Gandhari    | Parvati      |
| 5 | Saraswati  | Mansai      | Kali         |
| 6 |            | Jwalamalini | Mahakali     |
| 7 |            | Manuji      | Vrijamsakala |

La puerta exterior tiene tres figuras, en el centro hay una imagen de Rishabhanatha sentado bajo un dosel con un pedestal de toro. En los lados izquierdo y derecho, hay una imagen con capucha de serpiente de cinco cabezas de Suparshvanatha y una imagen con capucha de serpiente de siete cabezas de Parsuá. El ídolo que preside Pataini devi fue identificado diosa jaiína basado en estas tres imágenes por Alexander Cunningham. Hay tallas de Shiva y Parvati debajo de las imágenes de Tirthankara. En la parte inferior de las jambas de la puerta hay imágenes de la diosa Iamí y Ganga con asistentes.